# Катанаев, Иван Иванович
Ива́н Ива́нович Катана́ев (22 ноября 1958, Чернышевск, Читинская область — 14 апреля 2023, Чита, Россия) — ректор Забайкальского гуманитарно-педагогического университета им. Н. Г. Чернышевского (2006—2012); Уполномоченный по правам ребёнка в Забайкальском крае (с 2016).

## Биография
Из семьи Катанаевых, однородцев Гантимуровых-Тохтахуновых.
В 1976 году окончил Усть-Карскую среднюю школу Сретенского района, в 1981 с отличием — физико-математический факультет Читинского государственного педагогического института им. Н. Г. Чернышевского по специальности «учитель физики и математики».
В 1981 году — ассистент кафедры общей физики Читинского педагогического института. В 1982—1983 годах стажировался на кафедре теоретической физики и астрономии ЛГПИ им. А. И. Герцена, в 1986 году окончил аспирантуру там же.
С 1986 года работал в Читинском педагогическом институте (с 1997 — Забайкальский государственный педагогический университет): ассистент кафедры общей физики (1986—1988), старший преподаватель кафедры общей физики и кафедры теоретической физики (с 1988), заведующий кафедрой теоретической физики (1990—2012).
Одновременно в 1998—2000 годах — директор Читинского филиала Дальневосточной академии государственной службы.
С 2001 по 10 марта 2006 года — первый проректор Забайкальского педагогического университета. С 15 марта — исполняющий обязанности, с 25 апреля 2006 по январь 2012 — ректор Забайкальского гуманитарно-педагогического университета имени Н. Г. Чернышевского.
Являлся также председателем Совета молодых учёных (1988), ответственным секретарём приёмной комиссии (1989—1992, 1996—1998), членом Учёного совета университета (1988—1998, 2001—2006).
В 2013 году — первый заместитель руководителя Министерства образования, науки и молодёжной политики Забайкальского края; в 2013—2016 — начальник Управления лицензирования, государственной аккредитации, надзора и контроля Министерства образования, науки и молодёжной политики Забайкальского края.
С мая 2016 года — Уполномоченный по правам ребёнка в Забайкальском крае.
Депутат Законодательного собрания Забайкальского края первого созыва (2008—2012).
Умер 14 апреля 2023 года в Чите.

## Научная деятельность
В 1987 году защитил кандидатскую диссертацию; доцент (1993).
Основные направления исследований:
- теория управления образованием[2].

С 2011 года — член-корреспондент Академии наук социальных технологий и местного самоуправления.
Автор более 86 научных и учебно-методических работ, в том числе 3 монографий.

### Избранные труды
- Катанаев И. И. Роль университета в развитии региона. — Новосибирск : Наука, 2008. — 200 с. — 1000 экз. — ISBN 978-5-02-032148-9
- Катанаев И. И. Субпуассоновская статистика фотонов при нелинейном рассеянии и генерации : Автореф. дис. … канд. физ.-мат. наук. — Л., 1987. — 17 с.
- Катанаев И. И., Смирнов С. В. Управление знаниями в условиях сетевого взаимодействия / отв. ред. М. И. Гомбоева. — Новосибирск : Наука, 2012. — 135 с. — 500 экз. — ISBN 978-5-02-019047-4

## Награды
- грамоты, ценные подарки Министерства образования, Администрации Читинской области, Администрации г. Читы и Администрации Университета
- знак Почёта Университета (1998)
- Заслуженный работник высшей школы Читинской области (2002)[2][1]
- Почётный работник высшего профессионального образования Российской Федерации (2009)[1]
- Медаль «За заслуги перед городом» (2013)[1]
- Благодарность Руководителя Федеральной службы по надзору в сфере образования Забайкальского края (2014)[1].